# Sydkorea i olympiska sommarspelen 2004
Sydkorea i olympiska sommarspelen 2004 bestod av 264 idrottare som blivit uttagna av Sydkoreas olympiska kommitté.

## Badminton
| Idrottare                  | Gren        | Sextondelsfinaler                   | Åttondelsfinaler                      | Kvartsfinaler                          | Semifinaler                    | Final                    | Final     |
| Idrottare                  | Gren        | Motståndare Resultat                | Motståndare Resultat                  | Motståndare Resultat                   | Motståndare Resultat           | Motståndare Resultat     | Placering |
| -------------------------- | ----------- | ----------------------------------- | ------------------------------------- | -------------------------------------- | ------------------------------ | ------------------------ | --------- |
| Shon Seung-mo              | Herrsingel  | Viitikko (FIN) W 2-0                | Vaughan (GBR) W 2-0                   | Chen (CHN) W 2-1                       | Kuncoro (INA) W 2-1            | Hidayat (INA) L 0-2      | Mall:Sica |
| Park Tae-sang              | Herrsingel  | Gupta (IND) W 2-0                   | Bao (CHN) W 2-0                       | Kuncoro (INA) L 0-2                    | Gick inte vidare               | Gick inte vidare         | T5        |
| Lee Hyun-Il                | Herrsingel  | Brehaut (AUS) W 2-0                 | Ponsana (THA) L 0-2                   | Gick inte vidare                       | Gick inte vidare               | Gick inte vidare         | T9        |
| Kim Dong-moon Ha Tae-kwon  | Herrdubbel  | Bye                                 | Mateusiak and Łogosz (POL) W 2-0      | Zheng och Sang (CHN) W 2-0             | Hian och Limpele (INA) W 2-0   | Lee och Yoo (KOR) W 2-0  | Mall:Goca |
| Lee Dong-soo Yoo Yong-sung | Herrdubbel  | José Antonio och Sergio (ESP) W 2-0 | Hadiyanto och Yulianto (INA) W 2-0    | Choong och Lee (MAS) W 2-1             | Eriksen och Hansen (DEN) W 2-1 | Kim och Ha (KOR) L 0-2   | Mall:Sica |
| Yim Bang-eun Kim Yong-hyun | Herrdubbel  | Bye                                 | Paaske och Rasmussen (DEN) W 2-1      | Hian och Limpele (INA) L 0-2           | Gick inte vidare               | Gick inte vidare         | T5        |
| Jun Jae-Youn               | Damsingel   | Reid (CAN) W 2-0                    | Cheng (TPE) L 1-2                     | Gick inte vidare                       | Gick inte vidare               | Gick inte vidare         | T9        |
| Seo Yoon-hee               | Damsingel   | Pi (FRA) W 2-1                      | Nedelcheva (BUL) L 1-2                | Gick inte vidare                       | Gick inte vidare               | Gick inte vidare         | T9        |
| Ra Kyung-min Lee Kyung-won | Doubles     | Bye                                 | Harder and Schjoldager (DEN) W 2-0    | Bruil-Jonathans and Audina (NED) W 2-0 | Zhang and Yang (CHN) L 0-2     | Zhao and Wei (CHN) W 2-1 |           |
| Lee Hyo-jung Hwang Yu-mi   | Damdubbel   | Bye                                 | Cheng and Chien (TPE) W 2-1           | Zhao and Wei (CHN) L 1-2               | Gick inte vidare               | Gick inte vidare         | T5        |
| Kim Dong-moon Ra Kyung-min | Mixeddubbel | Bye                                 | Bruil and Bruil-Jonathans (NED) W 2-0 | Rasmussen and Olsen (DEN) L 0-2        | Gick inte vidare               | Gick inte vidare         | T5        |
| Kim Yong-hyun Lee Hyo-jung | Mixeddubbel | Bye                                 | Eriksen and Schjoldager (DEN) L 1-2   | Gick inte vidare                       | Gick inte vidare               | Gick inte vidare         | T9        |

## Basket
Damer
| Lag         | Vinster | Förluster | Poäng | Första Tiebreaker Särskiljning av lika lag | Andra Tiebreaker Målgenomsnitt för lika lag |
| ----------- | ------- | --------- | ----- | ------------------------------------------ | ------------------------------------------- |
| USA         | 5       | 0         | 10    |                                            |                                             |
| Spanien     | 4       | 1         | 9     | 1-1                                        | 1.12                                        |
| Tjeckien    | 3       | 2         | 8     |                                            |                                             |
| Nya Zeeland | 2       | 3         | 7     |                                            |                                             |
| Kina        | 1       | 4         | 6     |                                            |                                             |
| Sydkorea    | 0       | 5         | 5     |                                            |                                             |

| 14 augusti 11:15 |                                                 | Sydkorea | 54–71                                | Kina |  | Helliniko Indoor Arena, Aten Domare: Chantal Julien (Frankrike) Christos Christodoulou (Grekland) |
| 14 augusti 11:15 | Resultat efter kvart: 15–18, 6–15, 21–24, 12–14 |          |                                      |      |  | Helliniko Indoor Arena, Aten Domare: Chantal Julien (Frankrike) Christos Christodoulou (Grekland) |
| 14 augusti 11:15 | Pts: Beon 19 Rebs: Kim Y. 4 Asts: Lee M 2       |          | Pts: Chen N. Rebs: Ye 8 Asts: Miao 3 |      |  | Helliniko Indoor Arena, Aten Domare: Chantal Julien (Frankrike) Christos Christodoulou (Grekland) |

| 16 augusti 9:00 |                                                     | Nya Zeeland | 81–73                                      | Sydkorea |  | Helliniko Indoor Arena, Aten Domare: Alejandro Chiti (Argentina) Tatiana Steigerwald (Brasilien) |
| 16 augusti 9:00 | Resultat efter kvart: 21–11, 16–15, 26–23, 18–24    |             |                                            |          |  | Helliniko Indoor Arena, Aten Domare: Alejandro Chiti (Argentina) Tatiana Steigerwald (Brasilien) |
| 16 augusti 9:00 | Pts: G. Farmer 22 Rebs: Loffhagen 14 Asts: Marino 4 |             | Pts: Kim Y. 21 Rebs: Kim Y. 5 Asts: Beon 3 |          |  | Helliniko Indoor Arena, Aten Domare: Alejandro Chiti (Argentina) Tatiana Steigerwald (Brasilien) |

| 18 augusti 14:30 |                                                    | Sydkorea | 57–80                                                         | USA |  | Olympic Indoor Hall, Aten Domare: Michael Aylen (Australien) Dallas Pickering (Nya Zeeland) |
| 18 augusti 14:30 | Resultat efter kvart: 23–20, 9–19, 7–29, 18–12     |          |                                                               |     |  | Olympic Indoor Hall, Aten Domare: Michael Aylen (Australien) Dallas Pickering (Nya Zeeland) |
| 18 augusti 14:30 | Pts: Lee M 16 Rebs: Kim Y. 5 Asts: Kim Y., Lee M 3 |          | Pts: Leslie 25 Rebs: Leslie, Thompson 7 Asts: Three players 3 |     |  | Olympic Indoor Hall, Aten Domare: Michael Aylen (Australien) Dallas Pickering (Nya Zeeland) |

| 20 augusti 16:45 |                                                  | Tjeckien | 97–75                                    | Sydkorea |  | Helliniko Indoor Arena, Aten Domare: Vladimir Ochrimenko (Ryssland) Abreu Joao (Mozambique) |
| 20 augusti 16:45 | Resultat efter kvart: 24–16, 21–19, 29–17, 23–23 |          |                                          |          |  | Helliniko Indoor Arena, Aten Domare: Vladimir Ochrimenko (Ryssland) Abreu Joao (Mozambique) |
| 20 augusti 16:45 | Pts: Machová 28 Rebs: Večeřová 8 Asts: Hamzová 5 |          | Pts: Beon 26 Rebs: Beon 4 Asts: Kim Y. 3 |          |  | Helliniko Indoor Arena, Aten Domare: Vladimir Ochrimenko (Ryssland) Abreu Joao (Mozambique) |

| 22 augusti 22:15 |                                                  | Spanien | 64–61                                     | Sydkorea |  | Helliniko Indoor Arena, Aten Domare: Elizabeth Sisk (USA) Song Yanping (Kina) |
| 22 augusti 22:15 | Resultat efter kvart: 14–11, 15–16, 17–19, 18–15 |         |                                           |          |  | Helliniko Indoor Arena, Aten Domare: Elizabeth Sisk (USA) Song Yanping (Kina) |
| 22 augusti 22:15 | Pts: Valdemoro 11 Rebs: Pons 9 Asts: Palau 3     |         | Pts: Beon 19 Rebs: Kim Y. 6 Asts: Lee M 6 |          |  | Helliniko Indoor Arena, Aten Domare: Elizabeth Sisk (USA) Song Yanping (Kina) |

## Bordtennis
Medaljörer
Guld
Herrsingel
Ryu Seung-Min
Silver
Damdubbel
Lee Eun-Sil och Seok Eun-Mi

## Boxning
| Idrottare      | Gren          | Sextondelsfinaler       | Åttondelsfinaler           | Kvartsfinaler           | Semifinaler               | Final                | Final     |
| Idrottare      | Gren          | Motståndare Resultat    | Motståndare Resultat       | Motståndare Resultat    | Motståndare Resultat      | Motståndare Resultat | Placering |
| -------------- | ------------- | ----------------------- | -------------------------- | ----------------------- | ------------------------- | -------------------- | --------- |
| Hong Moo-Won   | Lätt flugvikt | Rabenarivo (MAD) W RSC  | Tanamor (PHI) W 45-25      | Bartelemí (CUB) L 11-30 | Gick inte vidare          | Gick inte vidare     | T5        |
| Kim Ki-Suk     | Flugvikt      | Jongjohor (THA) L 12-22 | Gick inte vidare           | Gick inte vidare        | Gick inte vidare          | Gick inte vidare     | T17       |
| Kim Won Il     | Bantamvikt    | Petchkoom (THA) L RSC   | Gick inte vidare           | Gick inte vidare        | Gick inte vidare          | Gick inte vidare     | T17       |
| Jo Seok-Hwan   | Fjädervikt    | Tasci (TUR) W 37-28     | Gaudet (CAN) W 28-16       | Simion (ROM) W 39-35    | Tichtchenko (RUS) L 25-45 | Gick inte vidare     |           |
| Baik Jong-Sub  | Lättvikt      | Kate (HUN) W 30-23      | Mönkh-Erdene (MGL) W 33-22 | Khan (GBR) L RSC        | Gick inte vidare          | Gick inte vidare     | T5        |
| Kim Jung-Joo   | Weltervikt    | Bye                     | Gruşac (MDA) W 23-20       | Novoa (COL) W 25-23     | Aragón (CUB) L 10-38      | Gick inte vidare     | Mall:Brca |
| Song Hak-Seong | Tungvikt      | Kensi (ALG) L 19-25     | Gick inte vidare           | Gick inte vidare        | Gick inte vidare          | Gick inte vidare     | T17       |

## Brottning
Medaljörer
Guld
Grekisk-romersk stil, herrar 60 kg
Jung Ji-Hyun
Silver
Fristil, herrar 84 kg
Moon Eui-Jae

## Bågskytte
Herrar
| Idrottare                               | Gren         | Rankningsomgång | Rankningsomgång | 32-delsfinaler               | Sextondelsfinaler                           | Åttondelsfinaler              | Kvartsfinaler                | Semifinaler            | Final                          | Final     |
| Idrottare                               | Gren         | Poäng           | Seed            | Motståndare Resultat         | Motståndare Resultat                        | Motståndare Resultat          | Motståndare Resultat         | Motståndare Resultat   | Motståndare Resultat           | Placering |
| --------------------------------------- | ------------ | --------------- | --------------- | ---------------------------- | ------------------------------------------- | ----------------------------- | ---------------------------- | ---------------------- | ------------------------------ | --------- |
| Park Kyung-Mo                           | Individuellt | 672             | 4               | Elder (FIJ) (61) W 154-138   | Zabrodskiy (KAZ) (29) W 164 (+20)-164 (+19) | Prilepov (BLR) (45) W 173-166 | Cuddihy (AUS) (12) L 111-112 | Gick inte vidare       | Gick inte vidare               | 5         |
| Im Dong-Hyun                            | Individuellt | 687 WR          | 1               | Bundhun (MRI) (64) W 152-109 | Karageorgiou (GRE) (33) W 171-159           | Prasad (IND) (48) W 167-165   | Yamamoto (JPN) (9) L 110-111 | Gick inte vidare       | Gick inte vidare               | 6         |
| Jang Yong-Ho                            | Individuellt | 671             | 5               | Nanos (GRE) (60) W 162-131   | Furukawa (JPN) (37) W 166-163               | Cuddihy (AUS) (12) L 112-113  | Gick inte vidare             | Gick inte vidare       | Gick inte vidare               | 11        |
| Park Kyung-Mo Im Dong-Hyun Jang Yong-Ho | Lagtävling   | 2030            | 1               |                              |                                             | Bye                           | Nederländerna (9) W 250-249  | Ukraina (12) W 242-239 | Kinesiska Taipei (6) W 251-245 | Gold      |

Damer
| Idrottare                              | Gren         | Rankningsomgång | Rankningsomgång | 32-delsfinaler                 | Sextondelsfinaler               | Åttondelsfinaler                  | Kvartsfinaler              | Semifinaler                     | Final                    | Final     |
| Idrottare                              | Gren         | Poäng           | Seed            | Motståndare Resultat           | Motståndare Resultat            | Motståndare Resultat              | Motståndare Resultat       | Motståndare Resultat            | Motståndare Resultat     | Placering |
| -------------------------------------- | ------------ | --------------- | --------------- | ------------------------------ | ------------------------------- | --------------------------------- | -------------------------- | ------------------------------- | ------------------------ | --------- |
| Park Sung-Hyun                         | Individuellt | 682 WR          | 1               | Mansour (EGY) (64) W 154-102   | Bolotova (RUS) (33) W 165-148   | Folkard (GBR) (17) W 171-159      | Psarra (GRE) (8) W 111-101 | Williamson (GBR) (21) W 110-100 | Lee (KOR) (2) W 110-108  | Gold      |
| Lee Sung-Jin                           | Individuellt | 675             | 2               | Bahnasawy (EGY) (63) W 164-127 | Romantzi (GER) (34) W 166-146   | Galinovskaya (RUS) (15) W 165-154 | Wu (TPE) (10) W 104-103    | Yuan (TPE) (6) W 104-98         | Park (KOR) (1) L 108-110 | Silver    |
| Yun Mi-Jin                             | Individuellt | 673             | 3               | Karasyova (BLR) (62) W 162-155 | Matsushita (JPN) (35) W 173-149 | Nichols (USA) (19) W 168-162      | Yuan (TPE) (6) L 105-107   | Gick inte vidare                | Gick inte vidare         | 5         |
| Park Sung-Hyun Lee Sung-Jin Yun Mi-Jin | Lagtävling   | 2030 WR         | 1               |                                |                                 | Bye                               | Grekland (8) W 244-232     | Frankrike (5) W 249-234         | Kina (3) W 241-240       | Gold      |

## Cykling

### Landsväg
Women's road race:
- Han Songhee — 51st place, 3:40:43

### Bana
Herrarnas sprint
- Kim Chi-Bum — 1/16 återkval, ingen placering
- Yang Hee-Chun — 1/16 återkval, ingen placering

Damernas poänglopp
- Kim Yong-Mi — 16:e plats, -19 poäng

Herrarnas keirin
- Hong Suk-Hwan — första återkvalet, ingen placering
- Yang Hee-Chun — första återkvalet, ingen placering

## Fotboll
Herrar
| Nr          | Namn            | Födelsedatum | Ålder     | Matcher   | Mål       | 10px      | 10px      | 10px      |
| Målvakter   | Målvakter       | Målvakter    | Målvakter | Målvakter | Målvakter | Målvakter | Målvakter | Målvakter |
| ----------- | --------------- | ------------ | --------- | --------- | --------- | --------- | --------- | --------- |
| 1           | Kim Young-kwang | 28.06.1983   | 21        | 4         | 0         | 0         | 0         | 0         |
| 18          | Kim Jee-hyuk    | 26.10.1981   | 22        | 0         | 0         | 0         | 0         | 0         |
| Försvarare  |                 |              |           |           |           |           |           |           |
| 6           | Yoo Sang-chul   | 18.10.1971   | 32        | 4         | 0         | 0         | 0         | 0         |
| 4           | Park Yong-ho    | 25.03.1981   | 22        | 3         | 0         | 0         | 0         | 0         |
| 5           | Cho Byung-kuk   | 01.07.1981   | 22        | 3         | 0         | 0         | 0         | 0         |
| 15          | Lee Jung-youl   | 16.08.1981   | 22        | 0         | 0         | 0         | 0         | 0         |
| 2           | Choi Won-kwon   | 08.11.1981   | 22        | 3         | 0         | 0         | 0         | 0         |
| 3           | Kim Chi-gon     | 29.07.1983   | 21        | 3         | 0         | 3         | 1         | 1         |
| Mittfältare |                 |              |           |           |           |           |           |           |
| 8           | Chung Kyung-ho  | 22.05.1980   | 24        | 4         | 0         | 0         | 0         | 0         |
| 12          | Park Kyu-seon   | 24.09.1981   | 22        | 4         | 0         | 1         | 0         | 0         |
| 13          | Kim Dong-jin    | 29.01.1982   | 22        | 4         | 1         | 1         | 0         | 0         |
| 14          | Kim Jung-woo    | 09.05.1982   | 22        | 4         | 1         | 0         | 0         | 0         |
| 7           | Kim Doo-hyun    | 14.07.1982   | 22        | 4         | 0         | 0         | 0         | 0         |
| Anfallare   |                 |              |           |           |           |           |           |           |
| 11          | Choi Tae-uk     | 13.03.1981   | 23        | 3         | 0         | 0         | 0         | 0         |
| 9           | Lee Chun-soo    | 09.07.1981   | 23        | 4         | 2         | 1         | 0         | 0         |
| 17          | Cho Jae-jin     | 09.07.1981   | 23        | 4         | 2         | 0         | 0         | 0         |
| 16          | Nam Kung-do     | 04.06.1982   | 23        | 1         | 1         | 0         | 0         | 0         |
| 10          | Choi Sung-kuk   | 08.02.1983   | 21        | 3         | 0         | 0         | 0         | 0         |
| Coach       |                 |              |           |           |           |           |           |           |
|             | Kim Ho-kon      | 26.03.1951   | 53        |           |           |           |           |           |

Gruppspel
| Lag      | Pld | W | D | L | GF | GA | GD | Pts |
| -------- | --- | - | - | - | -- | -- | -- | --- |
| Mali     | 3   | 1 | 2 | 0 | 5  | 3  | +2 | 5   |
| Sydkorea | 3   | 1 | 2 | 0 | 6  | 5  | +1 | 5   |
| Mexiko   | 3   | 1 | 1 | 1 | 3  | 3  | 0  | 4   |
| Grekland | 3   | 0 | 1 | 2 | 4  | 7  | −3 | 1   |

|       | 11 augusti 2004 | Sydkorea | 2 – 2   | Grekland | Kaftanzoglio Stadium, Thessaloniki               |                                                  |
| 20:30 | 20:30           |          | Rapport |          | Publik: 25 152 Domare: Jorge Larrionda (Uruguay) | Publik: 25 152 Domare: Jorge Larrionda (Uruguay) |
| 20:30 | 20:30           |          |         |          | Publik: 25 152 Domare: Jorge Larrionda (Uruguay) | Publik: 25 152 Domare: Jorge Larrionda (Uruguay) |
| 20:30 | 20:30           |          |         |          | Publik: 25 152 Domare: Jorge Larrionda (Uruguay) | Publik: 25 152 Domare: Jorge Larrionda (Uruguay) |

|       | 14 augusti 2004 | Sydkorea | 1 – 0   | Mexiko | Karaiskaki Stadium, Pireaus                      |                                                  |
| 20:30 | 20:30           |          | Rapport |        | Publik: 14 026 Domare: Claus Bo Larsen (Denmark) | Publik: 14 026 Domare: Claus Bo Larsen (Denmark) |
| 20:30 | 20:30           |          |         |        | Publik: 14 026 Domare: Claus Bo Larsen (Denmark) | Publik: 14 026 Domare: Claus Bo Larsen (Denmark) |
| 20:30 | 20:30           |          |         |        | Publik: 14 026 Domare: Claus Bo Larsen (Denmark) | Publik: 14 026 Domare: Claus Bo Larsen (Denmark) |

|       | 17 augusti 2004 | Sydkorea | 3 – 3   | Mali | Kaftanzoglio Stadium, Thessaloniki            |                                               |
| 20:30 | 20:30           |          | Rapport |      | Publik: 3 320 Domare: Éric Poulat (Frankrike) | Publik: 3 320 Domare: Éric Poulat (Frankrike) |
| 20:30 | 20:30           |          |         |      | Publik: 3 320 Domare: Éric Poulat (Frankrike) | Publik: 3 320 Domare: Éric Poulat (Frankrike) |
| 20:30 | 20:30           |          |         |      | Publik: 3 320 Domare: Éric Poulat (Frankrike) | Publik: 3 320 Domare: Éric Poulat (Frankrike) |

Slutspel
|  | Kvartsfinaler            | Kvartsfinaler            |                     |      | Semifinaler | Semifinaler |  |  | Final                    | Final |
|  |                          |                          |                     |      |             |             |  |  |                          |       |
|  | 21 augusti– Pireaus      |                          |                     |      |             |             |  |  |                          |       |
|  |                          |                          |                     |      |             |             |  |  |                          |       |
|  | Mali                     | 0                        |                     |      |             |             |  |  |                          |       |
|  | Mali                     | 0                        | 24 augusti– Pireaus |      |             |             |  |  |                          |       |
|  | Italien                  | 1                        |                     |      |             |             |  |  |                          |       |
|  | Italien                  | 1                        | Italien             | 0    |             |             |  |  |                          |       |
|  | 21 augusti– Patras       |                          | Italien             | 0    |             |             |  |  |                          |       |
|  |                          | Argentina                | 3                   |      |             |             |  |  |                          |       |
|  | Argentina                | Argentina                | 3                   | 4    |             |             |  |  |                          |       |
|  | Argentina                |                          | 28 augusti– Aten    | 4    |             |             |  |  |                          |       |
|  | Costa Rica               | 0                        |                     |      |             |             |  |  |                          |       |
|  | Costa Rica               | 0                        | Argentina           | 1    |             |             |  |  |                          |       |
|  | 21 augusti– Heraklion    |                          | Argentina           | 1    |             |             |  |  |                          |       |
|  |                          | Paraguay                 | 0                   |      |             |             |  |  |                          |       |
|  | Irak                     | Paraguay                 | 0                   | 1    |             |             |  |  |                          |       |
|  | Irak                     | 24 augusti– Thessaloniki |                     | 1    |             |             |  |  |                          |       |
|  | Australien               | 0                        |                     |      |             |             |  |  |                          |       |
|  | Australien               | 0                        | Irak                | 1    | Bronsmatch  | Bronsmatch  |  |  |                          |       |
|  | 21 augusti– Thessaloniki |                          | Irak                | 1    | Bronsmatch  | Bronsmatch  |  |  |                          |       |
|  |                          | Paraguay                 | 3                   |      |             |             |  |  |                          |       |
|  | Paraguay                 | Paraguay                 | 3                   | 3    | Italien     | 1           |  |  |                          |       |
|  | Paraguay                 |                          |                     | 3    | Italien     | 1           |  |  |                          |       |
|  | Sydkorea                 | 2                        |                     | Irak | 0           |             |  |  |                          |       |
|  | Sydkorea                 | 2                        |                     |      | 0           |             |  |  |                          |       |
|  |                          |                          |                     |      |             |             |  |  | 27 augusti– Thessaloniki |       |
|  |                          |                          |                     |      |             |             |  |  |                          |       |

## Friidrott
Bana, maraton och gång
| Idrottare                   | Gren            | Heat     | Heat      | Kvartsfinal      | Kvartsfinal      | Semifinal        | Semifinal        | Final            | Final            |
| Idrottare                   | Gren            | Resultat | Placering | Resultat         | Placering        | Resultat         | Placering        | Resultat         | Placering        |
| --------------------------- | --------------- | -------- | --------- | ---------------- | ---------------- | ---------------- | ---------------- | ---------------- | ---------------- |
| Herrarnas 110 meter häck    | Park Tae-Kyong  | 13.96    | 43        | Gick inte vidare | Gick inte vidare | Gick inte vidare | Gick inte vidare | Gick inte vidare | Gick inte vidare |
| Herrarnas 800 meter         | Lee Jae-Hoon    | 1:46.24  | T26       | Gick inte vidare | Gick inte vidare | Gick inte vidare | Gick inte vidare | Gick inte vidare | Gick inte vidare |
| Herrarnas maraton           | Lee Bong-Ju     |          |           |                  |                  |                  |                  | 2:15.33          | 14               |
| Herrarnas maraton           | Ji Yeong-Jun    |          |           |                  |                  |                  |                  | 2:16.14          | 17               |
| Herrarnas maraton           | Lee Myong-Seung |          |           |                  |                  |                  |                  | 2:21:01          | 41               |
| Herrarnas 20 kilometer gång | Shin Il-Yong    |          |           |                  |                  |                  |                  | 1:28:02          | 29               |
| Herrarnas 20 kilometer gång | Lee Dae-Ro      |          |           |                  |                  |                  |                  | 1:28:59          | 33               |
| Herrarnas 20 kilometer gång | Park Chil-Sung  |          |           |                  |                  |                  |                  | 1:32:41          | 41               |
| Herrarnas 50 kilometer gång | Kim Dong-Young  |          |           |                  |                  |                  |                  | 4:05:16          | 27               |
| Damernas maraton            | Lee Eun-Jung    |          |           |                  |                  |                  |                  | 2:37:23          | 19               |
| Damernas maraton            | Chung Yun-Hee   |          |           |                  |                  |                  |                  | 2:38:57          | 23               |
| Damernas maraton            | Choi Kyung-Hee  |          |           |                  |                  |                  |                  | 2:44:05          | 35               |
| Damernas 20 kilometer gång  | Kim Mi-Jung     |          |           |                  |                  |                  |                  | Diskvalificerad  | Diskvalificerad  |

Fältgrenar och tiokamp
| Idrottare               | Gren            | Kval     | Kval      | Final            | Final            |
| Idrottare               | Gren            | Resultat | Placering | Resultat         | Placering        |
| ----------------------- | --------------- | -------- | --------- | ---------------- | ---------------- |
| Herrarnas tresteg       | Park Hyeong-Jin | 15.84    | 39        | Gick inte vidare | Gick inte vidare |
| Herrarnas stavhopp      | Kim Yoo-Suk     | 5.30     | T33       | Gick inte vidare | Gick inte vidare |
| Herrarnas spjutkastning | Park Jae-Myong  | 72.70    | 29        | Gick inte vidare | Gick inte vidare |
| Damernas spjutkastning  | Jang Jeong-Yeon | 53.93    | 36        | Gick inte vidare | Gick inte vidare |
| Damernas kulstötning    | Lee Mi-Young    | 16.35    | 28        | Gick inte vidare | Gick inte vidare |

## Fäktning
Herrar
| Idrottare                                                   | Gren         | Sextondelsfinaler       | Åttondelsfinaler      | Kvartsfinaler        | Semifinaler          | Final                |     |
| Idrottare                                                   | Gren         | Motståndare Resultat    | Motståndare Resultat  | Motståndare Resultat | Motståndare Resultat | Motståndare Resultat |     |
| ----------------------------------------------------------- | ------------ | ----------------------- | --------------------- | -------------------- | -------------------- | -------------------- | --- |
| Lee Sang-Yeop                                               | Värja        | Khvorost (UKR) W 15-11  | Jeannet (FRA) L 5-15  | Gick inte vidare     | Gick inte vidare     | Gick inte vidare     | T9  |
| Choi Byung-Chul                                             | Florett      | Nasibulin (RUS) W 15-12 | Joppich (GER) L 10-15 | Gick inte vidare     | Gick inte vidare     | Gick inte vidare     | T9  |
| Ha Chang-Deok                                               | Florett      | Moltchan (RUS) W 15-13  | Sanzo (ITA) L 6-15    | Gick inte vidare     | Gick inte vidare     | Gick inte vidare     | T9  |
| Park Hui-Gyeong                                             | Florett      | Wessels (GER) W 15-13   | Cassara (ITA) L 13-15 | Gick inte vidare     | Gick inte vidare     | Gick inte vidare     | T9  |
| Oh Eun-Seok                                                 | Sabel        | Pillet (FRA) L 13-15    | Gick inte vidare      | Gick inte vidare     | Gick inte vidare     | Gick inte vidare     | T17 |
| Choi Byung-Chul Ha Chang-Deok Kim Woon-Sung Park Hui-Gyeong | Florett, lag |                         |                       | Kina L 36-45         | Tyskland L 40-45     | Egypten W 45-35      | 7   |

Damer
| Idrottare                                          | Gren       | Sextondelsfinaler      | Åttondelsfinaler     | Kvartsfinaler              | Semifinaler          | Final                |     |
| Idrottare                                          | Gren       | Motståndare Resultat   | Motståndare Resultat | Motståndare Resultat       | Motståndare Resultat | Motståndare Resultat |     |
| -------------------------------------------------- | ---------- | ---------------------- | -------------------- | -------------------------- | -------------------- | -------------------- | --- |
| Kim Hee-Jeong                                      | Värja      | Jermakova (RUS) W 9-7  | Li (CHN) W 14-9      | Mincza-Nébald (HUN) L 9-15 | Gick inte vidare     | Gick inte vidare     | T5  |
| Kim Mi-Jung                                        | Värja      | Duplitzer (GER) L 9-15 | Gick inte vidare     | Gick inte vidare           | Gick inte vidare     | Gick inte vidare     | T17 |
| Lee Keum-Nam                                       | Värja      | Halls (AUS) L 14-15    | Gick inte vidare     | Gick inte vidare           | Gick inte vidare     | Gick inte vidare     | T17 |
| Nam Hyun-Hee                                       | Florett    | de Castro (BRA) W 15-6 | Scarlat (ROU) W 15-7 | Mohamed (HUN) L 5-15       | Gick inte vidare     | Gick inte vidare     | T5  |
| Lee Shin-Mi                                        | Sabel      | Faez (CUB) L 13-15     | Gick inte vidare     | Gick inte vidare           | Gick inte vidare     | Gick inte vidare     | T17 |
| Go Jung-Nam Kim Hee-Jeong Kim Mi-Jung Lee Keum-Nam | Värja, lag |                        |                      | Ryssland L 31-37           | Ungern L 33-40       | Grekland W 44-30     | 7   |

## Gymnastik

### Artistisk
Herrar
Mångkamp, ind.
| Idrottare                                                                         | Kval           | Kval    | Kval    | Kval    | Kval    | Kval    | Kval   | Kval      | Final   | Final            | Final            | Final            | Final            | Final            | Final            | Final            |                  |
| Idrottare                                                                         | Redskap        | Redskap | Redskap | Redskap | Redskap | Redskap | Totalt | Placering | Redskap | Redskap          | Redskap          | Redskap          | Redskap          | Redskap          | Totalt           | Placering        |                  |
| Idrottare                                                                         | F              | PH      | R       | V       | PB      | HB      | Totalt | Placering | F       | PH               | R                | V                | PB               | HB               | Totalt           | Placering        |                  |
| --------------------------------------------------------------------------------- | -------------- | ------- | ------- | ------- | ------- | ------- | ------ | --------- | ------- | ---------------- | ---------------- | ---------------- | ---------------- | ---------------- | ---------------- | ---------------- | ---------------- |
| Kim Dae Eun                                                                       | Mångkamp, ind. | 9.437   | 9.537   | 9.700   | 9.600   | 9.075   | 9.462  | 56.811    | 11 Q    | 9.650            | 9.537            | 9.712            | 9.412            | 9.775            | 9.725            | 57.811           | Mall:Sica        |
| Kim Dae Eun                                                                       | Fristående     | 9.437   |         |         |         |         |        | 9.437     | T36     | Gick inte vidare | Gick inte vidare | Gick inte vidare | Gick inte vidare | Gick inte vidare | Gick inte vidare | Gick inte vidare | Gick inte vidare |
| Kim Dae Eun                                                                       | Bygelhäst      |         | 9.537   |         |         |         |        | 9.537     | 26      | Gick inte vidare | Gick inte vidare | Gick inte vidare | Gick inte vidare | Gick inte vidare | Gick inte vidare | Gick inte vidare | Gick inte vidare |
| Kim Dae Eun                                                                       | Ringar         |         |         | 9.700   |         |         |        | 9.700     | T13     | Gick inte vidare | Gick inte vidare | Gick inte vidare | Gick inte vidare | Gick inte vidare | Gick inte vidare | Gick inte vidare | Gick inte vidare |
| Kim Dae Eun                                                                       | Hopp           |         |         |         | 9.600   |         |        | 9.600     | T16     | Gick inte vidare | Gick inte vidare | Gick inte vidare | Gick inte vidare | Gick inte vidare | Gick inte vidare | Gick inte vidare | Gick inte vidare |
| Kim Dae Eun                                                                       | Barr           |         |         |         |         | 9.075   |        | 9.075     | 61      | Gick inte vidare | Gick inte vidare | Gick inte vidare | Gick inte vidare | Gick inte vidare | Gick inte vidare | Gick inte vidare | Gick inte vidare |
| Kim Dae Eun                                                                       | Räck           |         |         |         |         |         | 9.462  | 9.462     | 44      | Gick inte vidare | Gick inte vidare | Gick inte vidare | Gick inte vidare | Gick inte vidare | Gick inte vidare | Gick inte vidare | Gick inte vidare |
| Yang Tae Young                                                                    | Mångkamp, ind. | 9.700   | 9.625   | 9.625   | 9.650   | 9.587   | 9.737  | 57.924    | 2 Q     | 9.512            | 9.650            | 9.725            | 9.700            | 9.712            | 9.475            | 57.774           | Mall:Brca        |
| Yang Tae Young                                                                    | Fristående     | 9.700   |         |         |         |         |        | 9.700     | T9      | Gick inte vidare | Gick inte vidare | Gick inte vidare | Gick inte vidare | Gick inte vidare | Gick inte vidare | Gick inte vidare | Gick inte vidare |
| Yang Tae Young                                                                    | Bygelhäst      |         | 9.625   |         |         |         |        | 9.625     | T19     | Gick inte vidare | Gick inte vidare | Gick inte vidare | Gick inte vidare | Gick inte vidare | Gick inte vidare | Gick inte vidare | Gick inte vidare |
| Yang Tae Young                                                                    | Ringar         |         |         | 9.625   |         |         |        | 9.625     | T27     | Gick inte vidare | Gick inte vidare | Gick inte vidare | Gick inte vidare | Gick inte vidare | Gick inte vidare | Gick inte vidare | Gick inte vidare |
| Yang Tae Young                                                                    | Hopp           |         |         |         | 9.650   |         |        | 9.650     | T7 Q    | Gick inte vidare | Gick inte vidare | Gick inte vidare | Gick inte vidare | Gick inte vidare | Gick inte vidare | Gick inte vidare | Gick inte vidare |
| Yang Tae Young                                                                    | Barr           |         |         |         |         | 9.587   |        | 9.587     | T30     | Gick inte vidare | Gick inte vidare | Gick inte vidare | Gick inte vidare | Gick inte vidare | Gick inte vidare | Gick inte vidare | Gick inte vidare |
| Yang Tae Young                                                                    | Räck           |         |         |         |         |         | 9.737  | 9.737     | T6 Q    |                  |                  |                  |                  |                  | 8.675            | 8.675            | 10               |
| Cho Seong-Min                                                                     | Mångkamp, ind. | 8.600   |         | 9.612   | 9.412   | 9.650   |        | 37.274    | 76      | Gick inte vidare | Gick inte vidare | Gick inte vidare | Gick inte vidare | Gick inte vidare | Gick inte vidare | Gick inte vidare | Gick inte vidare |
| Cho Seong-Min                                                                     | Fristående     | 8.600   |         |         |         |         |        | 8.600     | 76      | Gick inte vidare | Gick inte vidare | Gick inte vidare | Gick inte vidare | Gick inte vidare | Gick inte vidare | Gick inte vidare | Gick inte vidare |
| Cho Seong-Min                                                                     | Ringar         |         |         | 9.612   |         |         |        | 9.612     | T33     | Gick inte vidare | Gick inte vidare | Gick inte vidare | Gick inte vidare | Gick inte vidare | Gick inte vidare | Gick inte vidare | Gick inte vidare |
| Cho Seong-Min                                                                     | Hopp           |         |         |         | 9.412   |         |        | 9.412     | T41     | Gick inte vidare | Gick inte vidare | Gick inte vidare | Gick inte vidare | Gick inte vidare | Gick inte vidare | Gick inte vidare | Gick inte vidare |
| Cho Seong-Min                                                                     | Barr           |         |         |         |         | 9.650   |        | 9.650     | T21     | Gick inte vidare | Gick inte vidare | Gick inte vidare | Gick inte vidare | Gick inte vidare | Gick inte vidare | Gick inte vidare | Gick inte vidare |
| Kim Dong-Hwa                                                                      | Mångkamp, ind. |         | 9.462   | 9.700   | 9.325   |         | 9.525  | 38.012    | 70      | Gick inte vidare | Gick inte vidare | Gick inte vidare | Gick inte vidare | Gick inte vidare | Gick inte vidare | Gick inte vidare | Gick inte vidare |
| Kim Dong-Hwa                                                                      | Bygelhäst      |         | 9.462   |         |         |         |        | 9.462     | T33     | Gick inte vidare | Gick inte vidare | Gick inte vidare | Gick inte vidare | Gick inte vidare | Gick inte vidare | Gick inte vidare | Gick inte vidare |
| Kim Dong-Hwa                                                                      | Ringar         |         |         | 9.700   |         |         |        | 9.700     | T13     | Gick inte vidare | Gick inte vidare | Gick inte vidare | Gick inte vidare | Gick inte vidare | Gick inte vidare | Gick inte vidare | Gick inte vidare |
| Kim Dong-Hwa                                                                      | Hopp           |         |         |         | 9.325   |         |        | 9.325     | T54     | Gick inte vidare | Gick inte vidare | Gick inte vidare | Gick inte vidare | Gick inte vidare | Gick inte vidare | Gick inte vidare | Gick inte vidare |
| Kim Dong-Hwa                                                                      | Räck           |         |         |         |         |         | 9.525  | 9.525     | T38     | Gick inte vidare | Gick inte vidare | Gick inte vidare | Gick inte vidare | Gick inte vidare | Gick inte vidare | Gick inte vidare | Gick inte vidare |
| Kim Seung-Il                                                                      | Mångkamp, ind. | 8.775   | 8.800   |         | 9.437   | 9.612   | 9.700  | 46.324    | 59      | Gick inte vidare | Gick inte vidare | Gick inte vidare | Gick inte vidare | Gick inte vidare | Gick inte vidare | Gick inte vidare | Gick inte vidare |
| Kim Seung-Il                                                                      | Fristående     | 8.775   |         |         |         |         |        | 8.775     | 73      | Gick inte vidare | Gick inte vidare | Gick inte vidare | Gick inte vidare | Gick inte vidare | Gick inte vidare | Gick inte vidare | Gick inte vidare |
| Kim Seung-Il                                                                      | Bygelhäst      |         | 8.800   |         |         |         |        | 8.800     | T66     | Gick inte vidare | Gick inte vidare | Gick inte vidare | Gick inte vidare | Gick inte vidare | Gick inte vidare | Gick inte vidare | Gick inte vidare |
| Kim Seung-Il                                                                      | Hopp           |         |         |         | 9.437   |         |        | 9.437     | 37      | Gick inte vidare | Gick inte vidare | Gick inte vidare | Gick inte vidare | Gick inte vidare | Gick inte vidare | Gick inte vidare | Gick inte vidare |
| Kim Seung-Il                                                                      | Barr           |         |         |         |         | 9.612   |        | 9.612     | T26     | Gick inte vidare | Gick inte vidare | Gick inte vidare | Gick inte vidare | Gick inte vidare | Gick inte vidare | Gick inte vidare | Gick inte vidare |
| Kim Seung-Il                                                                      | Räck           |         |         |         |         |         | 9.700  | 9.700     | T16     | Gick inte vidare | Gick inte vidare | Gick inte vidare | Gick inte vidare | Gick inte vidare | Gick inte vidare | Gick inte vidare | Gick inte vidare |
| Lee Seon-Seong                                                                    | Mångkamp, ind. |         | 9.137   | 9.625   |         | 9.425   | 9.712  | 37.899    | 71      | Gick inte vidare | Gick inte vidare | Gick inte vidare | Gick inte vidare | Gick inte vidare | Gick inte vidare | Gick inte vidare | Gick inte vidare |
| Lee Seon-Seong                                                                    | Bygelhäst      |         | 9.137   |         |         |         |        | 9.137     | 55      | Gick inte vidare | Gick inte vidare | Gick inte vidare | Gick inte vidare | Gick inte vidare | Gick inte vidare | Gick inte vidare | Gick inte vidare |
| Lee Seon-Seong                                                                    | Ringar         |         |         | 9.625   |         |         |        | 9.625     | T27     | Gick inte vidare | Gick inte vidare | Gick inte vidare | Gick inte vidare | Gick inte vidare | Gick inte vidare | Gick inte vidare | Gick inte vidare |
| Lee Seon-Seong                                                                    | Barr           |         |         |         |         | 9.425   |        | 9.425     | T45     | Gick inte vidare | Gick inte vidare | Gick inte vidare | Gick inte vidare | Gick inte vidare | Gick inte vidare | Gick inte vidare | Gick inte vidare |
| Lee Seon-Seong                                                                    | Räck           |         |         |         |         |         | 9.712  | 9.712     | 15      | Gick inte vidare | Gick inte vidare | Gick inte vidare | Gick inte vidare | Gick inte vidare | Gick inte vidare | Gick inte vidare | Gick inte vidare |
| Kim Dae Eun Kim Dong-Hwa Kim Seung-Il Lee Seon-Seong Yang Tae-Yeong Cho Seong-Min | Mångkamp, lag  | 36.512  | 37.761  | 38.650  | 38.099  | 38.274  | 38.674 | 227.970   | 7 Q     | 28.137           | 28.637           | 29.099           | 28.562           | 28.737           | 28.675           | 274.375          | 4                |

Damer
| Idrottare    | Kval           | Kval    | Kval    | Kval    | Kval   | Kval      | Final   | Final            | Final            | Final            | Final            | Final            |                  |
| Idrottare    | Redskap        | Redskap | Redskap | Redskap | Totalt | Placering | Redskap | Redskap          | Redskap          | Redskap          | Totalt           | Placering        |                  |
| Idrottare    | V              | UB      | BB      | F       | Totalt | Placering | V       | UB               | BB               | F                | Totalt           | Placering        |                  |
| ------------ | -------------- | ------- | ------- | ------- | ------ | --------- | ------- | ---------------- | ---------------- | ---------------- | ---------------- | ---------------- | ---------------- |
| Park Kyung-A | Mångkamp, ind. | 7.812   | 8.512   | 7.937   | 9.462  | 31.698    | 62      | Gick inte vidare | Gick inte vidare | Gick inte vidare | Gick inte vidare | Gick inte vidare | Gick inte vidare |
| Park Kyung-A | Fristående     | 7.812   |         |         |        | 7.812     | 80      | Gick inte vidare | Gick inte vidare | Gick inte vidare | Gick inte vidare | Gick inte vidare | Gick inte vidare |
| Park Kyung-A | Hopp           |         | 8.512   |         |        | 8.512     | 84      | Gick inte vidare | Gick inte vidare | Gick inte vidare | Gick inte vidare | Gick inte vidare | Gick inte vidare |
| Park Kyung-A | Barr           |         |         | 7.937   |        | 7.937     | 82      | Gick inte vidare | Gick inte vidare | Gick inte vidare | Gick inte vidare | Gick inte vidare | Gick inte vidare |
| Park Kyung-A | Bom            |         |         |         | 7.437  | 7.437     | 84      | Gick inte vidare | Gick inte vidare | Gick inte vidare | Gick inte vidare | Gick inte vidare | Gick inte vidare |

## Handboll
Damer
| Nr | Pos. | Namn           | Födelsedatum (ålder)      | Klubb                        |
| -- | ---- | -------------- | ------------------------- | ---------------------------- |
| 1  | MV   | Oh Yong-Ran    | 6 september 1972 (31 år)  |                              |
| 2  | HY   | Woo Sun-Hee    | 1 juli 1978 (26 år)       | Samcheok Handball            |
| 4  | P    | Huh Soon-Young | 28 september 1975 (28 år) | Daegu Handball               |
| 5  | VY   | Lee Gong-Joo   | 25 mars 1980 (24 år)      | Busan Sports Council         |
| 7  | VY   | Jang So-Hee    | 15 mars 1978 (26 år)      | Daegu Handball               |
| 8  | HY   | Kim Hyun-Ok    | 14 maj 1974 (30 år)       |                              |
| 9  | P    | Kim Cha-Youn   | 10 januari 1981 (23 år)   | Daegu Handball               |
| 10 | VB   | Oh Seong-Ok    | 10 oktober 1972 (31 år)   | Hiroshima Maple Reds         |
| 11 | MB   | Huh Young-Sook | 2 juli 1975 (29 år)       | Busan Sports Council         |
| 12 | MV   | Moon Kyeong-Ha | 29 maj 1980 (24 år)       | Changwon City Racing Council |
| 13 | MB   | Lim O-Kyeong   | 11 december 1971 (32 år)  | Hiroshima Maple Reds         |
| 15 | VB   | Lee Sang-Eun   | 5 mars 1975 (29 år)       |                              |
| 17 | HB   | Myoung Bok-Hee | 29 januari 1979 (25 år)   |                              |
| 19 | HB   | Choi Im-Jeong  | 14 februari 1981 (23 år)  | Daegu Handball               |
| 20 | VB   | Moon Pil-Hee   | 2 december 1982 (21 år)   | Korea National University    |

Gruppspel
| Lag       | Pld | W | L | D | GF  | GA  | Poäng |
| --------- | --- | - | - | - | --- | --- | ----- |
| Sydkorea  | 4   | 3 | 0 | 1 | 135 | 103 | 7     |
| Danmark   | 4   | 3 | 0 | 1 | 125 | 98  | 7     |
| Frankrike | 4   | 2 | 2 | 0 | 105 | 106 | 4     |
| Spanien   | 4   | 0 | 3 | 1 | 86  | 110 | 1     |
| Angola    | 4   | 0 | 3 | 1 | 97  | 131 | 1     |

Slutspel
|  | Kvartsfinaler | Kvartsfinaler | Kvartsfinaler |          |          | Semifinaler | Semifinaler | Semifinaler |            |            | Final      | Final          | Final  |
|  |               |               |               |          |          |             |             |             |            |            |            |                |        |
|  | A1            | Ukraina       | 25            |          |          |             |             |             |            |            |            |                |        |
|  | B4            | Spanien       | 23            |          |          |             |             |             |            |            |            |                |        |
|  | B4            | Spanien       | 23            |          | A1       | Ukraina     | 20          |             |            |            |            |                |        |
|  |               |               |               |          | A1       | Ukraina     | 20          |             |            |            |            |                |        |
|  |               | B2            | Danmark       | 29       |          |             |             |             |            |            |            |                |        |
|  | B2            | B2            | Danmark       | 29       | Danmark  | 32          |             |             |            |            |            |                |        |
|  | B2            |               |               |          | Danmark  | 32          |             |             |            |            |            |                |        |
|  | A3            | Kina          | 28            |          |          |             |             |             |            |            |            |                |        |
|  |               |               |               |          |          |             |             |             |            |            | 1          | Danmark (Pen.) | 34 (4) |
|  |               |               | 2             | Sydkorea | 34 (2)   |             |             |             |            |            |            |                |        |
|  | A2            | Ungern        | 23            |          |          |             |             |             |            |            |            |                |        |
|  | B3            | Frankrike     | 25            |          |          |             |             |             |            |            |            |                |        |
|  | B3            | Frankrike     | 25            |          | B3       | Frankrike   | 31          |             | Bronsmatch | Bronsmatch | Bronsmatch | Bronsmatch     |        |
|  |               |               |               |          | B3       | Frankrike   | 31          |             | Bronsmatch | Bronsmatch | Bronsmatch | Bronsmatch     |        |
|  |               | B1            | Sydkorea      | 32       |          |             |             |             |            |            |            |                |        |
|  | B1            | B1            | Sydkorea      | 32       | Sydkorea | 26          |             | 3           | Ukraina    | 21         |            |                |        |
|  | B1            |               |               |          | Sydkorea | 26          |             | 3           | Ukraina    | 21         |            |                |        |
|  | A4            | Brasilien     | 24            |          |          |             |             |             |            |            | 4          | Frankrike      | 18     |

Herrar
| Nr | Pos. | Namn            | Födelsedatum (ålder)      | Klubb                   |
| -- | ---- | --------------- | ------------------------- | ----------------------- |
| 1  | MV   | Han Kyung-Tai   | 11 april 1975 (29 år)     | BSV Bern Muri           |
| 5  | VY   | Kim Tea-Wan     | 15 februari 1980 (24 år)  | Chungcheong HB          |
| 6  | HY   | Kim Sung-Heon   | 2 september 1974 (29 år)  | Daido Steel             |
| 7  | VB   | Yoon Kyung-Min  | 31 oktober 1979 (24 år)   | Chungcheong HB          |
| 8  | VB   | Lim Duk-Jun     | 30 augusti 1980 (23 år)   | Doosan Handball Club    |
| 9  | HB   | Choi Seung-Wook | 13 mars 1982 (22 år)      | Doosan Handball Club    |
| 10 | P    | Park Chan-Yong  | 1 januari 1980 (24 år)    | HC Korosa               |
| 11 | VB   | Oh Yun-Suk      | 1 mars 1984 (20 år)       | Sungkyunkwan University |
| 12 | MV   | Lee Chang-Woo   | 12 maj 1983 (21 år)       | Kyung Hee University    |
| 13 | HB   | Yoon Kyung-Shin | 7 juli 1973 (31 år)       | VfL Gummersbach         |
| 14 | P    | Park Min-Chul   | 23 december 1974 (29 år)  | Chungcheong HB          |
| 15 | VY   | Lee Tea-Young   | 25 november 1977 (26 år)  | HC Korosa               |
| 17 | MB   | Lee Jae-Woo     | 28 september 1979 (24 år) | HC Korosa               |
| 19 | HY   | Ji Seung-Hyun   | 7 januari 1979 (25 år)    | Doosan Handball Club    |
| 20 | MB   | Paek Won-Chul   | 10 januari 1977 (27 år)   | Daido Steel             |

Gruppspel
| Lag       | Pld | W | D | L | GF  | GA  | GD  | Poäng |
| --------- | --- | - | - | - | --- | --- | --- | ----- |
| Kroatien  | 5   | 5 | 0 | 0 | 146 | 129 | +17 | 10    |
| Spanien   | 5   | 4 | 0 | 1 | 154 | 137 | +17 | 8     |
| Sydkorea  | 5   | 2 | 0 | 3 | 148 | 148 | 0   | 4     |
| Ryssland  | 5   | 2 | 0 | 3 | 145 | 145 | 0   | 4     |
| Island    | 5   | 1 | 0 | 4 | 143 | 158 | –15 | 2     |
| Slovenien | 5   | 1 | 0 | 4 | 130 | 149 | –19 | 2     |

Slutspel
|  | Quarter-finals | Quarter-finals |          |          | Semi-finals        | Semi-finals        |  |  | Gold medal final | Gold medal final |
|  |                |                |          |          |                    |                    |  |  |                  |                  |
|  |                |                |          |          |                    |                    |  |  |                  |                  |
|  |                |                |          |          |                    |                    |  |  |                  |                  |
|  | Kroatien       | 33             |          |          |                    |                    |  |  |                  |                  |
|  | Kroatien       | 33             |          |          |                    |                    |  |  |                  |                  |
|  | Grekland       | 27             |          |          |                    |                    |  |  |                  |                  |
|  | Grekland       | 27             | Kroatien | 33       |                    |                    |  |  |                  |                  |
|  |                |                | Kroatien | 33       |                    |                    |  |  |                  |                  |
|  |                | Ungern         | 31       |          |                    |                    |  |  |                  |                  |
|  | Sydkorea       | Ungern         | 31       | 25       |                    |                    |  |  |                  |                  |
|  | Sydkorea       |                |          | 25       |                    |                    |  |  |                  |                  |
|  | Ungern         | 30             |          |          |                    |                    |  |  |                  |                  |
|  | Ungern         | 30             | Kroatien | 26       |                    |                    |  |  |                  |                  |
|  |                |                | Kroatien | 26       |                    |                    |  |  |                  |                  |
|  |                | Tyskland       | 24       |          |                    |                    |  |  |                  |                  |
|  | Tyskland       | Tyskland       | 24       | 32       |                    |                    |  |  |                  |                  |
|  | Tyskland       |                |          | 32       |                    |                    |  |  |                  |                  |
|  | Spanien        | 30             |          |          |                    |                    |  |  |                  |                  |
|  | Spanien        | 30             | Tyskland | 21       | Bronze medal final | Bronze medal final |  |  |                  |                  |
|  |                |                | Tyskland | 21       | Bronze medal final | Bronze medal final |  |  |                  |                  |
|  |                | Ryssland       | 15       |          |                    |                    |  |  |                  |                  |
|  | Frankrike      | Ryssland       | 15       | 24       | Ungern             | 26                 |  |  |                  |                  |
|  | Frankrike      |                |          | 24       | Ungern             | 26                 |  |  |                  |                  |
|  | Ryssland       | 26             |          | Ryssland | 28                 |                    |  |  |                  |                  |
|  | Ryssland       | 26             |          |          | 28                 |                    |  |  |                  |                  |
|  |                |                |          |          |                    |                    |  |  |                  |                  |
|  |                |                |          |          |                    |                    |  |  |                  |                  |

## Judo
Herrarnas extra lättvikt (-60 kg)
- Choi Min-Ho — Brons
  1. Sextondelsfinal — Besegrade Ludwig Paischer, från Österrike
  2. Åttondelsfinal — Besegrade Benjamin Darbelet från Frankrikee
  3. Kvartsfinal — Förlorade mot Khashbaataryn Tsagaanbaatar från Mongoliet
  4. Återkval Åttondelsfinal — Besegrade Akram Shah, från Indien
  5. Återkval Kvartsfinal — Besegrade Oliver Gussenberg från Tyskland
  6. Återkval Semifinal — Besegrade Masoud Haji Akhondzade, från Iran

Herrarnas halv lättvikt (-66 kg)
- Bang Gui-Man
  1. Sextondelsfinal — Förlorade mot Henrique Guimarães från Brasilien

Herrarnas lättvikt (-73 kg)
- Lee Won Hee — Guld
  1. Sextondelsfinal — Besegrade Anatoly Laryukov från Vitryssland
  2. Åttondelsfinal — Besegrade James Pedro, USA
  3. Kvartsfinal — Besegrade Gennadiy Bilodid från Ukraina
  4. Semifinal — Besegrade Victor Bivol från Moldavien
  5. Final — Besegrade Vitaliy Makarov från Ryssland

Herrarnas halv mellanvikt (-81 kg)
- Kwon Young-Woo — 7:e plats
  1. Sextondelsfinal — Besegrade Cedric Claverie från Frankrike
  2. Åttondelsfinal — Besegrade Gabriel Arteaga från Kuba
  3. Kvartsfinal — Förlorade mot Ilias Iliadis från Grekland
  4. Återkval Åttondelsfinal — Besegrade Morgan Endicott-Davies från Australien
  5. Återkval Kvartsfinal — Förlorade mot Flávio Canto från Brasilien

Herrarnas mellanvikt (-90 kg)
- Hwang Hee-Tae — 5:e plats
  1. Sextondelsfinal — Besegrade Przemyslaw Matyjaszek från Polen
  2. Åttondelsfinal — Besegrade Mark Huizinga från Nederländerna
  3. Kvartsfinal — Besegrade Keith Morgan från Kanada
  4. Semifinal — Förlorade mot Hiroshi Izumi från Japan
  5. Återkval Semifinal — Förlorade mot Mark Huizinga från Nederländerna

Herrarnas halv tungvikt (-100 kg)
- Jang Sung-Ho — Silver
  1. Sextondelsfinal — Besegrade Franck Martial Moussima Ewane från Kamerun
  2. Åttondelsfinal — Besegrade Rhadi Ferguson från USA
  3. Kvartsfinal — Besegrade Ariel Zeevi från Israel
  4. Semifinal — Besegrade Michael Jurack från Tyskland
  5. Final — Förlorade mot Ihar Makarau från Vitryssland

Herrarnas tungvikt (+100 kg)
- Kim Sung-Beom
  1. Round från 64 — Besegrade Aytami Ruano från Spanien
  2. Sextondelsfinal — Förlorade mot Paolo Bianchessi från Italien
  3. Återkval Sextondelsfinal — Besegrade Vitaliy Polyanskyy från Ukraina
  4. Återkval Åttondelsfinal — Förlorade mot Dennis van der Geest från Nederländerna

Damernas extra lättvikt (-48 kg)
- Ye Gue-Rin — 7:e plats
  1. Åttondelsfinal — Besegrade Nese Sensoy Yildiz från Turkiet
  2. Kvartsfinal — Förlorade mot Julia Matijass från Tyskland
  3. Återkval Kvartsfinal — Förlorade mot Gao Feng från Kina

Damernas halv lättvikt (-52 kg)
- Lee Eun-Hee
  1. Åttondelsfinal — Förlorade mot Amarilys Savon Carmenate från Kuba
  2. Återkval Sextondelsfinal — Förlorade mot Sanna Askelof från Sverige

Damernas halv mellanvikt (-63 kg)
- Lee Bok-Hee
  1. Åttondelsfinal — Förlorade mot Daniela Krukower från Argentina
  2. Återkval Åttondelsfinal — Förlorade mot Lucie Decosse från Frankrike

Damernas mellanvikt (-70 kg)
- Kim Mi-Jung
  1. Sextondelsfinal — Förlorade mot Catherine Jaques från Belgien

Damernas halv tungvikt (-78 kg)
- Lee So-Yeon — 7:e plats
  1. Sextondelsfinal — Förlorade mot Anastasiia Matrosova från Ukraina
  2. Återkval Sextondelsfinal — Besegrade Varvara Akiritidou från Grekland
  3. Återkval Åttondelsfinal — Besegrade Rachel Wilding från Storbritannien
  4. Återkval Kvartsfinal — Förlorade mot Yurisel Laborde från Kuba

Damernas tungvikt (+78 kg)
- Choi Sook-Ie — 7:e plats
  1. Åttondelsfinal — Förlorade mot Tea Donguzashvili från Ryssland
  2. Repchange Sextondelsfinal — Besegrade Samah Ramadan från Egypten
  3. Återkval Åttondelsfinal — Besegrade Barbara Andolina från Italien
  4. Återkval Kvartsfinal — Förlorade mot Maryna Prokofyeva från Ukraina

## Konstsim
| Kim Sung-Eun Yoo Na-Mi | Damernas duett | 43.834 | 14 | 44.250 | 15 | 88.084 | T14 | Gick inte vidare | Gick inte vidare | Gick inte vidare | Gick inte vidare |

## Landhockey
Herrar
Coach: Kim Young-Kyu
| 1. Ko Dong-Sik 2. Ji Seung-Hwan 3. Kim Yong-Bae 4. Kang Seong-Jung 5. Yeo Woon-Kon 6. Kim Jung-Chul 7. Song Seung-Tae 8. Lim Jung-Woo | 1. Lee Jung-Seon 2. Han Hyung-Bae 3. Kim Jong-Min 4. You Hyo-Sik 5. Jeon Jong-Ha 6. Kim Kyung-Seok 7. Jang Jong-Hyun 8. Seo Jong-Ho |

Gruppspel
| Lag            | Pld | W | D | L | GF | GA | GD  | Pts |
| -------------- | --- | - | - | - | -- | -- | --- | --- |
| Spanien        | 5   | 3 | 2 | 0 | 14 | 3  | +11 | 11  |
| Tyskland       | 5   | 3 | 2 | 0 | 15 | 6  | +9  | 11  |
| Pakistan       | 5   | 3 | 0 | 2 | 19 | 8  | +11 | 9   |
| Sydkorea       | 5   | 2 | 2 | 1 | 17 | 8  | +9  | 8   |
| Storbritannien | 5   | 1 | 0 | 4 | 9  | 21 | −12 | 3   |
| Egypten        | 5   | 0 | 0 | 5 | 2  | 30 | −28 | 0   |

Damer
Coach: Kim Sang-Ryul

1. Park Yong-Sook (GK)
2. Kim Yun-Mi
3. Lee Jin-Hee
4. Yoo Hee-Joo
5. Kim Jung-A
6. Lee Seon-Ok
7. Lee Mi-Seong
8. Park Eun-Kyung
9. Oh Ko-Woon
10. Kim Seong-Eun
11. Ko Kwang-Min
12. Park Mi-Hyun
13. Kim Jin-Kyoung
14. Lim Ju-Young (GK)
15. Kim Mi-Sun
16. Park Jeong-Sook

Gruppspel
| Lag           | Pld | W | D | L | GF | GA | GD | Pts |
| ------------- | --- | - | - | - | -- | -- | -- | --- |
| Nederländerna | 4   | 4 | 0 | 0 | 14 | 5  | +9 | 12  |
| Tyskland      | 4   | 2 | 0 | 2 | 6  | 10 | −4 | 6   |
| Sydkorea      | 4   | 1 | 1 | 2 | 9  | 8  | +1 | 4   |
| Australien    | 4   | 1 | 1 | 2 | 6  | 5  | +1 | 4   |
| Sydafrika     | 4   | 1 | 0 | 3 | 5  | 12 | −7 | 3   |

## Modern femkamp
Herrarnas tävling
- Han Do-Ryung — 4936 poäng (24:e plats)
- Lee Choon-Huan — 5068 poäng (21:e plats)

## Ridsport

### Hoppning
| Ryttare                                                | Häst           | Gren                  | Kval     | Kval      | Kval     | Kval     | Kval      | Kval     | Kval     | Kval      | Final            | Final            | Final            | Final            | Final            | Totalt           | Totalt           |
| Ryttare                                                | Häst           | Gren                  | Omgång 1 | Omgång 1  | Omgång 2 | Omgång 2 | Omgång 2  | Omgång 3 | Omgång 3 | Omgång 3  | Omgång A         | Omgång A         | Omgång B         | Omgång B         | Omgång B         | Totalt           | Totalt           |
| Ryttare                                                | Häst           | Gren                  | Straff   | Placering | Straff   | Totalt   | Placering | Straff   | Totalt   | Placering | Straff           | Placering        | Straff           | Totalt           | Placering        | Straff           | Placering        |
| ------------------------------------------------------ | -------------- | --------------------- | -------- | --------- | -------- | -------- | --------- | -------- | -------- | --------- | ---------------- | ---------------- | ---------------- | ---------------- | ---------------- | ---------------- | ---------------- |
| Hwang Soon-Won                                         | C. Chap        | Individuell hoppning  | 6        | =42       | 9        | 15       | 39 Q      | 6        | 21       | =33 Q     | 8                | =12 Q            | 16               | 24               | 22               | 24               | 22               |
| Joo Jung-Hyun                                          | Epsom Gesmeray | Individuell hoppning  | 14       | =66       | 13       | 27       | =59 Q     | 10       | 27       | =51 Q     | 8                | =12 Q            | Eliminerad       | Eliminerad       | Eliminerad       | 8                | =25              |
| Sohn Bong-Gak                                          | Cim Christo    | Individuell hoppning  | 5        | =31       | 21       | 26       | =55 Q     | 5        | 31       | =44 Q     | 5                | 10 Q             | 13               | 18               | 15               | 18               | 15               |
| Woo Jung-Ho                                            | Seven Up       | Individuell hoppning  | 6        | =42       | 8        | 14       | =38 Q     | 16       | 30       | 43        | Gick inte vidare | Gick inte vidare | Gick inte vidare | Gick inte vidare | Gick inte vidare | Gick inte vidare | Gick inte vidare |
| Hwang Soon-Won Joo Jung-Hyun Sohn Bong-Gak Woo Jung-Ho | Se ovan        | Lagtävling i hoppning | i.u.     | i.u.      | i.u.     | i.u.     | i.u.      | i.u.     | i.u.     | i.u.      | 30               | 10 Q             | 21               | 51               | 9                | 51               | 8                |

## Rodd
Herrar
| Idrottare     | Gren          | Heat    | Heat      | Återkval | Återkval  | Semifinal | Semifinal | Final   | Final     | Final |
| Idrottare     | Gren          | Tid     | Placering | Tid      | Placering | Tid       | Placering | Tid     | Placering |       |
| ------------- | ------------- | ------- | --------- | -------- | --------- | --------- | --------- | ------- | --------- | ----- |
| Ham Jung-wook | Singelsculler | 7:50,39 | 5 R       | 7:11,38  | 3 SD/E    | 7:33,70   | 3 FD      | 7:10,44 | 22        |       |

Damer
| Idrottare    | Gren          | Heat    | Heat      | Återkval | Återkval  | Semifinal | Semifinal | Final   | Final     | Final |
| Idrottare    | Gren          | Tid     | Placering | Tid      | Placering | Tid       | Placering | Tid     | Placering |       |
| ------------ | ------------- | ------- | --------- | -------- | --------- | --------- | --------- | ------- | --------- | ----- |
| Lee Yoon-hui | Singelsculler | 8:04,48 | 5 R       | 7:59,53  | 5 SC/D    | 8:03,01   | 4 FD      | 7:53,33 | 20        |       |

## Segling
Herrar
| Seglare                     | Gren    | Lopp | Lopp | Lopp | Lopp | Lopp | Lopp | Lopp | Lopp | Lopp | Lopp | Lopp | Summerad poäng | Finalplacering |
| Seglare                     | Gren    | 1    | 2    | 3    | 4    | 5    | 6    | 7    | 8    | 9    | 10   | M*   | Summerad poäng | Finalplacering |
| --------------------------- | ------- | ---- | ---- | ---- | ---- | ---- | ---- | ---- | ---- | ---- | ---- | ---- | -------------- | -------------- |
| Ok Duck-pil                 | Mistral | 31   | 24   | 28   | 28   | 27   | DNF  | 16   | 22   | 23   | 22   | 15   | 236            | 27             |
| Jung Sung-ahn Kim Dae-young | 470     | 6    | 19   | 24   | 25   | 26   | 27   | 24   | 2    | OCS  | 2    | 16   | 171            | 23             |

M = Medaljlopp; EL = Eliminerad – gick inte vidare till medaljloppet;
Öppen
| Seglare    | Gren  | Lopp | Lopp | Lopp | Lopp | Lopp | Lopp | Lopp | Lopp | Lopp | Lopp | Lopp | Summerad poäng | Finalplacering |
| Seglare    | Gren  | 1    | 2    | 3    | 4    | 5    | 6    | 7    | 8    | 9    | 10   | M*   | Summerad poäng | Finalplacering |
| ---------- | ----- | ---- | ---- | ---- | ---- | ---- | ---- | ---- | ---- | ---- | ---- | ---- | -------------- | -------------- |
| Kim Ho-kon | Laser | 17   | 34   | 14   | 35   | 30   | 24   | 11   | 30   | 37   | 37   | 23   | 255            | 32             |

M = Medaljlopp; EL = Eliminerad – gick inte vidare till medaljloppet;

## Taekwondo
| Idrottare        | Gren             | Åttondelsfinaler       | Kvartsfinaler        | Semifinaer           | Återkval             | Bronsmatch           | Final                 | Final     |
| Idrottare        | Gren             | Motståndare Resultat   | Motståndare Resultat | Motståndare Resultat | Motståndare Resultat | Motståndare Resultat | Motståndare Resultat  | Placering |
| ---------------- | ---------------- | ---------------------- | -------------------- | -------------------- | -------------------- | -------------------- | --------------------- | --------- |
| Song Myeong-seob | Herrarnas −68 kg | Pasjajev (AZE) W 15–13 | Roesen (DEN) W 13–11 | Saei (IRI) L 9–9 SUP | Bye                  | Hussein (EGY) W 8–6  | Silva (BRA) W 12–7    | 3         |
| Moon Dae-sung    | Herrarnas +80 kg | Sagindjkov (KAZ) W 7–2 | García (ESP) W 6–2   | Gentil (FRA) W 5–3   | Bye                  | Bye                  | Nikolaidis (GRE) W KO | 1         |
| Jang Ji-won      | Damernas −57 kg  | Bah (CIV) W 9–2        | Reyes (ESP) W 3–2    | Salazar (MEX) W 2–1  | Bye                  | Bye                  | Abdallah (USA) W 2–1  | 1         |
| Hwang Kyung-seon | Damernas −67 kg  | Luo W (CHN) L 8–10     | Did not advance      | Did not advance      | Solheim (NOR) W WO   | Rivero (PHI) W 6–2   | Juárez (GUA) W 5–2    | 3         |

## Tennis
| Spelare        | Gren       | Omgång 1                       | Omgång 2                             | Åttondelsfinaler  | Kvartsfinaler     | Semifinaler       | Final / BM        | Final / BM       |
| Spelare        | Gren       | Motståndare Poäng              | Motståndare Poäng                    | Motståndare Poäng | Motståndare Poäng | Motståndare Poäng | Motståndare Poäng | Placering        |
| -------------- | ---------- | ------------------------------ | ------------------------------------ | ----------------- | ----------------- | ----------------- | ----------------- | ---------------- |
| Lee Hyung-taik | Herrsingel | Zabaleta (ARG) W 4–6, 6–3, 6–2 | González (CHI) L 5–7, 2–6            | Gick inte vidare  | Gick inte vidare  | Gick inte vidare  | Gick inte vidare  | Gick inte vidare |
| Cho Yoon-jeong | Damsingel  | Kanepi (EST) W 7–6(7–1), 6–1   | Schiavone (ITA) L 6–2, 6–7(0–7), 4–6 | Gick inte vidare  | Gick inte vidare  | Gick inte vidare  | Gick inte vidare  | Gick inte vidare |